# Ferrovia Zurigo-Olten
La ferrovia Zurigo–Olten è una delle linee ferroviarie fondamentali della Svizzera che collega la città di Zurigo ad Olten. Il percorso originale della linea venne costruito lungo il versante sud del fiume Limmat, tra Zurigo e la sua confluenza nell'Aar nei pressi di Brugg, seguendo poi, sempre sul lato sud, il corso del fiume fino a Olten. La sezione centrale tra Killwangen-Spreitenbach e Rupperswil è stata sostituita nel 1975 da un percorso più a sud attraverso il tunnel dell'Heitersberg. La linea è elettrificata a corrente alternata e 15 kV, a frequenza di 16⅔ Hz e buona parte di essa è stata quadruplicata. La Zurigo-Baden fu soprannominata Spanisch-Brötli-Bahn.

## Storia
Nel 1837 la camera di commercio di Zurigo commissionò all'ingegnere Luigi Negrelli un progetto di linea e nell'ottobre dello stesso anno venne fondata una società per la ferrovia Zurigo-Basilea. Il tracciato previsto avrebbe dovuto lasciare Zurigo dirigendosi a Würenlos via Dietikon costeggiando a sud il fiume Limmat, poi attraversarlo passando sulla sponda nord per Wettingen, Ennetbaden e Obersiggenthal. A Untersiggenthal la linea avrebbe puntato a nord attraversando il fiume Aar a Döttingen seguendo poi la sponda sud del Reno fino a Basilea. Tra 1838 e 1839 vari fatti e opposizioni cantonali intervennero a fermare tutto; subentrarono di conseguenza anche problemi finanziari e la società si sciolse nel dicembre del 1841.

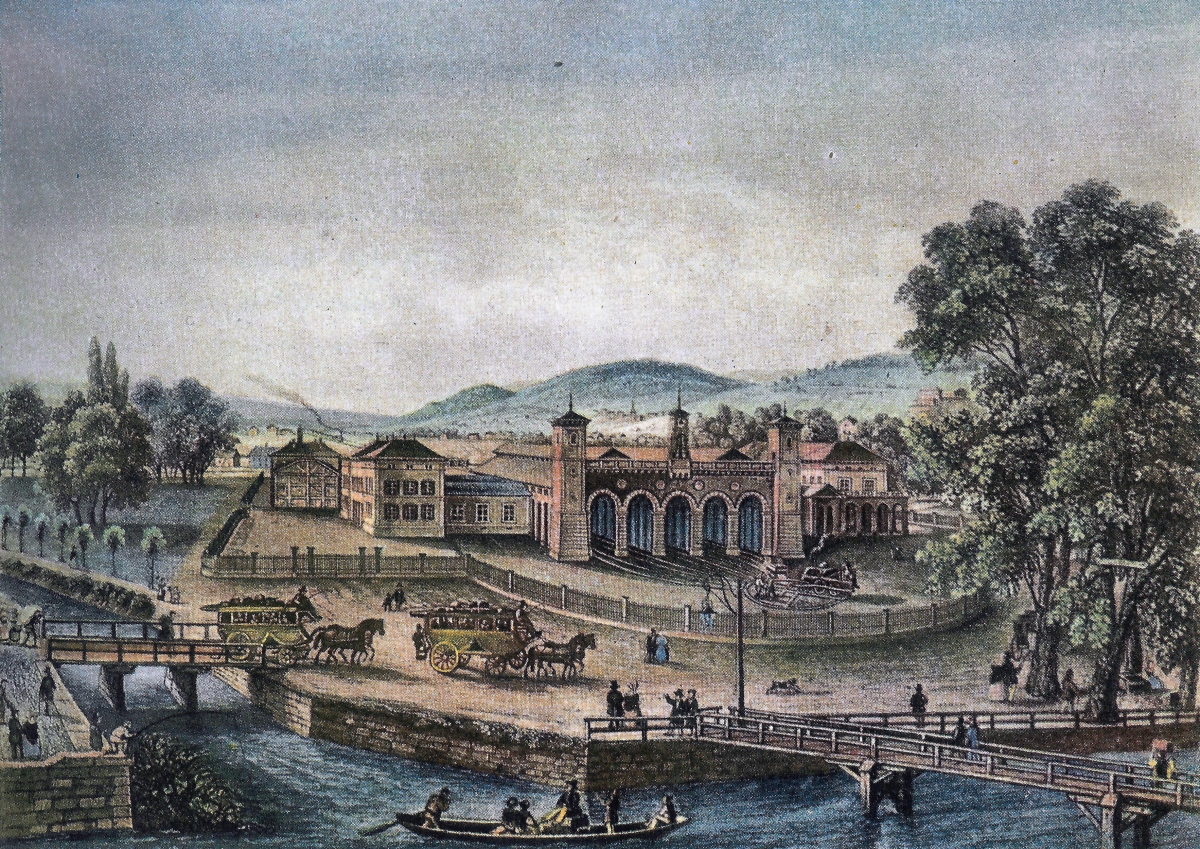
Antica incisione raffigurante la Zürich Hauptbahnhof nel 1847

Nel maggio del 1845 venne formata una nuova commissione con a capo l'industriale zurighese Martin Escher. La linea progettata avrebbe ora tenuta la sponda sud del Limmat attraversandola solamente a Turgi. Infine si decise l'attraversamento del Reno tra Koblenz e Waldshut per connettersi in tal modo alla linea principale da Baden tra Basilea e Costanza. Nel luglio del 1845 il parlamento del Canton Argovia approvò con la pregiudiziale che i lavori progettuali sarebbero stati affidati all'ingegner Luigi Negrelli e che in seguito sarebbe stata costruita una diramazione da Baden per Lenzburg e Aarau. Alla fine dello stesso anno venne fondata la Schweizerische Nordbahn e la primavera successiva ebbero inizio i lavori sulla tratta Zurigo-Baden, prima linea della Svizzera (oltre quella collegante Basilea alla linea francese da Mulhouse); i lavori procedettero alacremente e la tratta fino a Baden venne aperta il 7 agosto 1847. dello stesso anno dalla Schweizerische Nordbahn. Il primo arrivo della ferrovia alla stazione di Baden attirò molte persone, vestite con abiti festivi e felici di salutare il treno.
La tratta La tratta tra Baden e Olten venne realizzata nel 1858.

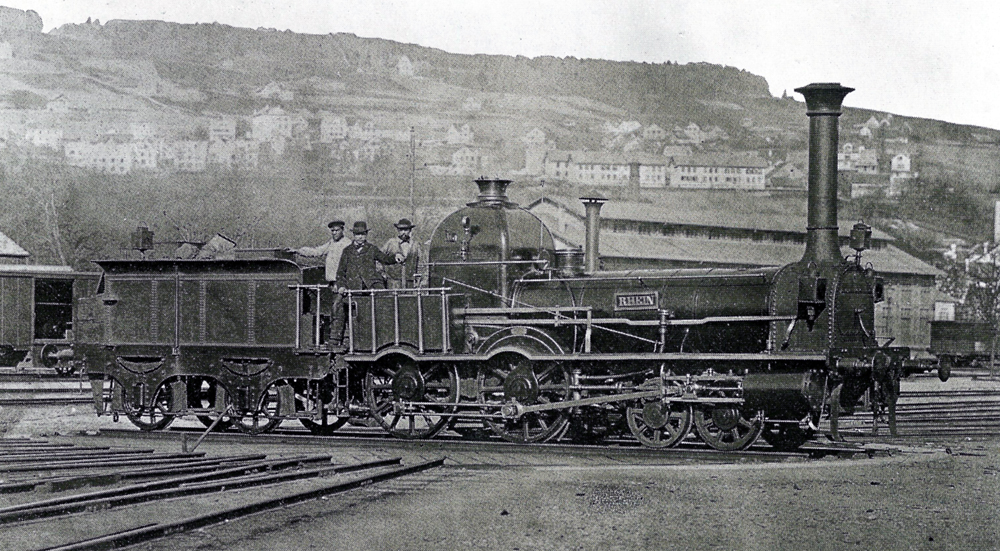
Spanisch-Brötli-Bahn; una delle locomotive nel 1867

Poco tempo dopo l'apertura alla linea tra Zurigo e Baden venne affibbiato il soprannome di "Spanisch-Brötli bahn" dato che ogni domenica veniva usata per far giungere a Zurigo, in tempo per la colazione del mattino dell'alta società, la pasticceria prodotta a Baden. In passato, la servitù dell'alta società di Zurigo dovevano recarsi a piedi a Baden per procurare i panini freschi per la colazione. Con il treno, la passeggiata non è stata più necesaria, poiché i panini arrivavano a Zurigo ancora caldi con il primo treno.
La ferrovia tuttavia non fu al tempo un successo. I passeggeri si ridussero in seguito al conflitto del Sonderbund e delle rivolte del 1848 nei territori confinanti. La Nordbahn ridusse le corse e dilazionò nel tempo le ulteriori tratte. La costruzione della diramata Baden-Lenzburg-Aarau fu abbandonata.
Solo dopo la costituzione della federazione elvetica e delle leggi ferroviarie federali del 1852 fu possibile operare la fusione della società esercente con la Bodensee und Rheinfallbahnen per formare la Schweizerische Nordostbahn (NOB) e riprendere nel 1853 la costruzione delle tratte rimanenti del progetto. La linea così, il 15 maggio 1858, raggiunse Brugg e Aarau dove si congiunse con quella di Olten costruita dalla Schweizerische Centralbahn.
Il 23 giugno 1874 la Aargauische Südbahn venne aperta tra Rupperswil e Wohlen come parte del progetto di connessione della ferrovia del Gottardo tra Olten e Basilea. Il 6 settembre 1877 la Schweizerische Nationalbahn aprì una linea tra Wettingen e Zofingen come parte del progetto di connessione tra Singen (Germania) e il Lago di Ginevra in concorrenza con le altre compagnie. Ma la società fece bancarotta nel 1878 e la linea fu rilevata dalla Schweizerische Nordostbahn.
Il 1º gennaio 1902 la linea divenne parte della rete delle Ferrovie Federali Svizzere e fu elettrificata il 25 gennaio 1925.

## Caratteristiche
La linea, a scartamento normale è elettrificata a corrente alternata monofase con la tensione di 15.000 V alla frequenza di 16,7 Hz e può essere considerata in tre distinte tracce:

## Percorso
|  |  | Unknown route-map component "tCONTg" |

|  |  | Unknown route-map component "tSTR" | Unknown route-map component "STR+l" | Unknown route-map component "CONTfq" |

|  |  | Unknown route-map component "tSTR" | Unknown route-map component "tSTRa" |  |

| Unknown route-map component "tCONTgq" | Unknown route-map component "tSTRq" | Unknown route-map component "tKRZtu" | Unknown route-map component "tABZg+r" |  |

|  |  | Unknown route-map component "tSTR" | Unknown route-map component "tSTRe" | Unknown route-map component "uCONTl+f" |

|  |  | Unknown route-map component "tSTR" | Station on track + Unknown route-map component "HUBaq" | Urban station on track + Unknown route-map component "HUBeq" |

| Unknown route-map component "b" | Unknown route-map component "exSTRc2" + Unknown route-map component "tSTR" | Unknown route-map component "eABZg3" | Unknown route-map component "uCONTf" |

| Unknown route-map component "exSTRc2" | Unknown route-map component "tSTR" + Unknown route-map component "exSTR3+1" | Unknown route-map component "exSTRc4" + Unknown route-map component "tSTRa" |

| Unknown route-map component "tkSTRc2" | Unknown route-map component "tkSTR3+l" + Unknown route-map component "exSTR+1" | Unknown route-map component "tKRZto" + Unknown route-map component "exSTRc4" | Unknown route-map component "tKRZto" | Unknown route-map component "tSTR+r" |

| Unknown route-map component "tkSTR+1" | Unknown route-map component "extSTRa" | Unknown route-map component "tvSHI1+l-STR+l" | Unknown route-map component "tSTRr" | Unknown route-map component "tSTR" |

| Unknown route-map component "tSTR" | Unknown route-map component "extSTR" | Unknown route-map component "tvSTR" | Unknown route-map component "WASSER+l" | Unknown route-map component "tKRZW" |

| Unknown route-map component "tSTR" | Unknown route-map component "extSTR" | Unknown route-map component "tvKRZW" | Water straight and to right | Unknown route-map component "tSHI1r" |

| Unknown route-map component "tSTR" | Unknown route-map component "extSTR" | Unknown route-map component "tvSBHF-L" | Unknown route-map component "vKBHFa-M" | Unknown route-map component "tvSBHF-tSBHFe-R" |

| 0,0  |
| 0,07 |

| Unknown route-map component "c" | Unknown route-map component "tSTR" | Unknown route-map component "extSTRe" | Unknown route-map component "tvSTRe" | Unknown route-map component "vSTR" | Unknown route-map component "tvSHI1l-STRl" | Unknown route-map component "cCONTfq" |

| Unknown route-map component "tSTR" | Unknown route-map component "exBHF" | Unknown route-map component "SPLegl" | Unknown route-map component "vABZg+r-STR" | Unknown route-map component "tSTRe" |

| Unknown route-map component "tSTR" | Unknown route-map component "exSTR" | Unknown route-map component "hKRZWae(Rr)" | Unknown route-map component "vÜST" | Unknown route-map component "hKRZWae(Ll)" |

| Unknown route-map component "tSTR" | Unknown route-map component "exSTR" | Unknown route-map component "ABZg+l" | Unknown route-map component "SPLeglr" | Unknown route-map component "ABZg+r" |

| Unknown route-map component "tSTR" | Unknown route-map component "exSTR" | Straight track | Unknown route-map component "YRD" | Straight track |

| Unknown route-map component "tSTR" | Unknown route-map component "exSTR" | Unknown route-map component "KRWgl" | Unknown route-map component "KRWg+lr" | Unknown route-map component "KRWr" |

| Unknown route-map component "tCONTr+g" | Unknown route-map component "exKRWl" | Unknown route-map component "exKRW+r" + Unknown route-map component "SHI3l" | Unknown route-map component "vSHI3+r-" + Unknown route-map component "SHI1l" |  |

|  | Unknown route-map component "WASSER+l" | Unknown route-map component "exhKRZWae" | Unknown route-map component "vSTR-ABZgl" | Unknown route-map component "hSTR+ra" |

| Unknown route-map component "+c" | Water | Unknown route-map component "exhSTRa" | Unknown route-map component "vSTR-ABZgl+l" | Unknown route-map component "hKRZ" | Unknown route-map component "cCONTfq" |

| Unknown route-map component "CONTgq" | Unknown route-map component "hKRZWaq" | Unknown route-map component "ehABZql" | Unknown route-map component "vKRZh" | Unknown route-map component "hSTRr" |

| Unknown route-map component "CONTr+f" | Water |  | Unknown route-map component "vSTR" |  |

| Straight track | Water |  | Unknown route-map component "vSBHF" |  |

| Unknown route-map component "tSTRa" | Water |  | Unknown route-map component "vSTR2" | Unknown route-map component "vSTRc3" |

| Unknown route-map component "tSTR" | Unknown route-map component "WASSERl" | Unknown route-map component "WASSER+r" | Unknown route-map component "vSTRc1" | Unknown route-map component "vSTR+4" |

| Unknown route-map component "tSTRl" | Unknown route-map component "tSTReq" | Unknown route-map component "hKRZWaq" | Unknown route-map component "hDSTeq" | Unknown route-map component "vABZgr+r-STR" |

| Unknown route-map component "b" | Water |  | Unknown route-map component "vSBHF" |

| Unknown route-map component "b" | Water |  | Unknown route-map component "SPLe" |

| Unknown route-map component "b" | Water | Unknown route-map component "KRW+l" | Unknown route-map component "KRWr" |

| Unknown route-map component "b" | Water | Unknown route-map component "ABZgl" | Unknown route-map component "CONTfq" |

| Unknown route-map component "b" | Water | Unknown route-map component "KRWgl" | Unknown route-map component "KRW+r" |

| Unknown route-map component "b" | Water | Straight track | Unknown route-map component "YRD" |

| Unknown route-map component "b" | Water | Unknown route-map component "KRWg+l" | Unknown route-map component "KRWr" |

| Unknown route-map component "b" | Water | Unknown route-map component "SHST" |  |

| Unknown route-map component "b" | Water | Unknown route-map component "SHST" |  |

| Unknown route-map component "b" | Water | Unknown route-map component "SHST" + Unknown route-map component "HUBaq" | Urban head station + Unknown route-map component "HUBeq" |

| Unknown route-map component "b" | Water | Straight track | Unknown route-map component "uCONTl+g" |

| Unknown route-map component "b" | Water | Unknown route-map component "KRWgl" | Unknown route-map component "KRW+r" |

| Unknown route-map component "b" | Water | Straight track | Unknown route-map component "YRD" |

|  | Unknown route-map component "CONTgq" | Unknown route-map component "WBRÜCKE1q" | Unknown route-map component "KRZu" | Unknown route-map component "ABZgr" |

| Unknown route-map component "b" | Water | Unknown route-map component "STRc2" + Unknown route-map component "eHST" | Unknown route-map component "STR3" |

| Unknown route-map component "b" | Water | Unknown route-map component "ABZg+1" | Unknown route-map component "STRc4" |

| Unknown route-map component "b" | Water | Unknown route-map component "SHST" |  |

|  | Unknown route-map component "WASSER+l" | Water straight and to right | Unknown route-map component "KRWgl" | Unknown route-map component "KRW+r" |

|  | Water | Unknown route-map component "STR+l" | Unknown route-map component "KRZo" | Unknown route-map component "ABZgr" |

|  | Water | Unknown route-map component "SHST" | Unknown route-map component "KRWl" | Unknown route-map component "KRWg+r" |

|  | Water | Unknown route-map component "eKRWgl" | Unknown route-map component "exKRW+r" | Unknown route-map component "tSTRa" |

|  | Unknown route-map component "WASSERl" | Small bridge over water | Unknown route-map component "exSTR" | Unknown route-map component "tSTR" |

|  | Unknown route-map component "CONTgq" | Unknown route-map component "ABZg+r" | Unknown route-map component "exSTR" | Unknown route-map component "tSTR" |

|  |  | Unknown route-map component "SHST" | Unknown route-map component "exSTR" | Unknown route-map component "tSTR" |

| Unknown route-map component "kSTRc2" | Unknown route-map component "kSTR3+l" | Unknown route-map component "ABZgr" | Unknown route-map component "exSTR" | Unknown route-map component "tSTR" |

| Unknown route-map component "kSTR+1" | Unknown route-map component "exKRW+l" | Unknown route-map component "eKRWgr" | Unknown route-map component "exSTR" | Unknown route-map component "tSTR" |

| Small arched bridge over water | Unknown route-map component "exWBRÜCKE2" | Small arched bridge over water | Unknown route-map component "exSTR" | Unknown route-map component "tSTR" |

| Unknown route-map component "kSTR2" | Unknown route-map component "exSTR" | Unknown route-map component "tSTRa" | Unknown route-map component "exSTR" | Unknown route-map component "tSTR" |

| Unknown route-map component "kSTRc1" | Unknown route-map component "xkKRZl+4u" | Unknown route-map component "tKRZ" | Unknown route-map component "evSHI1+l-STR+ro" | Unknown route-map component "tSTR" |

| Water | Unknown route-map component "exSKRZ-G2BUE" | Unknown route-map component "tSTR" | Unknown route-map component "evSTR" | Unknown route-map component "tSTR" |

| Water | Unknown route-map component "exTUNNEL2" | Unknown route-map component "tSTRe" | Unknown route-map component "evSTR" | Unknown route-map component "tSTR" |

| Water | Unknown route-map component "exKRWl" | Unknown route-map component "exSHI3+l" + Unknown route-map component "eKRWg+r" | Unknown route-map component "SHI1+l" + Unknown route-map component "exvSHI3r-" | Unknown route-map component "tSTR" |

| Unknown route-map component "WASSERl" | Unknown route-map component "WASSER+r" | Unknown route-map component "S+BHF" | Small non-passenger station on track | Unknown route-map component "tSTR" |

|  | Water | Straight track | Small non-passenger station on track | Unknown route-map component "tSTRe" |

|  | Water | Straight track | Non-passenger station/depot on track | Unknown route-map component "SHST" |

|  | Water | Straight track | Straight track | Unknown route-map component "hSTRae" |

|  | Water | Unknown route-map component "SHST" | Unknown route-map component "STR2" | Unknown route-map component "STR+c3" |

| Unknown route-map component "CONTgq" | Unknown route-map component "WBRÜCKE1q" | Unknown route-map component "ABZgr" | Unknown route-map component "STRc1" | Unknown route-map component "ABZg+4" |

| Transverse water | Unknown route-map component "WABZr+r" | Straight track |  | Straight track |

|  | Unknown route-map component "WABZgl" | Small bridge over water | Transverse water | Small bridge over water |

|  | Water straight and to right | Unknown route-map component "S+BHF" |  | Unknown route-map component "hSTRae" |

| Unknown route-map component "CONTgq" | Transverse track | Unknown route-map component "KRZulr" | Unknown route-map component "STR+r" | Straight track |

|  | Unknown route-map component "STRc2" | Unknown route-map component "STR3+c2" | Unknown route-map component "STR3+c2" | Unknown route-map component "BHF3" |

|  | Unknown route-map component "STR+1" | Unknown route-map component "STR+1+c4" | Unknown route-map component "STR+1+c4" | Unknown route-map component "STRc4" |

| Straight track | Unknown route-map component "SHST" | Straight track |

| Straight track | Unknown route-map component "SHST" | Straight track |

| Straight track | Unknown route-map component "ABZgl" | Unknown route-map component "ABZgr" |

|  | Straight track | Unknown route-map component "SHI1r" + Unknown route-map component "v-SHI3+l" | Unknown route-map component "SHI3r" |  |

|  | Unknown route-map component "SHST" | Unknown route-map component "vÜST" |  |  |

|  | Straight track | Unknown route-map component "vSBHF" |  |  |

| 8,72 |
| 27,7 |

|  | Straight track | Unknown route-map component "vSTRl-SHI1ro" + Unknown route-map component "kSTRc2" | Unknown route-map component "kABZq+3" | Unknown route-map component "CONTfq" |

| Unknown route-map component "STRc2" | Unknown route-map component "SHST3" | Unknown route-map component "kABZg+1" + Unknown route-map component "lhSTRa@f" | Unknown route-map component "b" |

| Unknown route-map component "STR+1" | Unknown route-map component "STRc4" + Unknown route-map component "ex3STR+1" | Unknown route-map component "e3KRZo-" | Unknown route-map component "ex3STR+4" |  |

| Straight track | Unknown route-map component "exBHF" | Straight track | Unknown route-map component "exSTR" |  |

| Straight track | Unknown route-map component "exSTR" | Straight track | Unknown route-map component "exDST" |  |

| Straight track | Unknown route-map component "exSTR" | Straight track | Unknown route-map component "exBHF" |  |

| Unknown route-map component "eSTR+c2" | Unknown route-map component "exSTR3" | Unknown route-map component "vSHI1+l-STR+l" | Unknown route-map component "eABZql" | Unknown route-map component "CONTfq" |

| Unknown route-map component "eABZg+1" | Unknown route-map component "exSTRc4" | Unknown route-map component "vSBHF" |  |  |

| Unknown route-map component "SHST2" | Unknown route-map component "STRc3" | Unknown route-map component "vÜST" |  |  |

| Unknown route-map component "STRc1" | Unknown route-map component "STR2+4" | Unknown route-map component "STRc3" + Unknown route-map component "vSHI1l-STRl" | Unknown route-map component "CONTfq" |  |

| Unknown route-map component "STRc1" | Unknown route-map component "ABZg+4" |  |

| Unknown route-map component "SHST" |

|  | Water | Unknown route-map component "PSL" |  |  |

|  | Water | Unknown route-map component "eHST" |  |  |

|  | Unknown route-map component "WABZgl" | Small bridge over water | Transverse water | Transverse water |

|  | Water | Non-passenger station/depot on track |  |  |

|  | Water | Unknown route-map component "eABZg+l" | Unknown route-map component "exCONTfq" |  |

|  | Water | Straight track | Unknown route-map component "uSTR+l" | Unknown route-map component "uCONTfq" |

|  | Water | Unknown route-map component "S+BHF" + Unknown route-map component "HUBaq" | Urban station on track + Unknown route-map component "HUBeq" |  |

|  | Water | Straight track | Unknown route-map component "uSTRl" | Unknown route-map component "uCONTfq" |

| Water | Enter and exit tunnel |  |

| Water | Unknown route-map component "KMW" |  |

| 43,4 |
| 50,8 |

| Water | Unknown route-map component "SHST" |  |

| Water | Unknown route-map component "SHST" |  |

| Water | Unknown route-map component "SHST" |  |

| Unknown route-map component "CONTgq" | Unknown route-map component "WBRÜCKE1q" | Unknown route-map component "KRZor" | Unknown route-map component "STR+r" |  |

| Water | Unknown route-map component "KRWg+l" | Unknown route-map component "KRWr" |

| Unknown route-map component "CONTgq" | Unknown route-map component "WBRÜCKE1q" | Unknown route-map component "ABZg+r" | Unknown route-map component "b" |

| Water | Unknown route-map component "S+BHF" |  |

| Unknown route-map component "CONTgq" | Unknown route-map component "WBRÜCKE1q" | Unknown route-map component "ABZgr" | Unknown route-map component "b" |

| Water | Unknown route-map component "ABZgl" | Unknown route-map component "CONTfq" |

| Water | Continuation forward |  |

Il primo tratto della linea tra Zurigo e Baden denominata Spanisch-Brötli, fino a Brugg corre, tranne un breve tratto prima di Baden, a ovest della Limmat e da Brugg segue il corso dell'Aar mantenendosi sempre a sud del fiume, congiungendosi ad Aarau alla linea proveniente da Olten.

### Zurigo-Baden
La linea da Zurigo, ad eccezione di un tratto di due chilometri vicino a Wettingen, corre parallela ad ovest della Limmat nella lunga valle della Limmat.

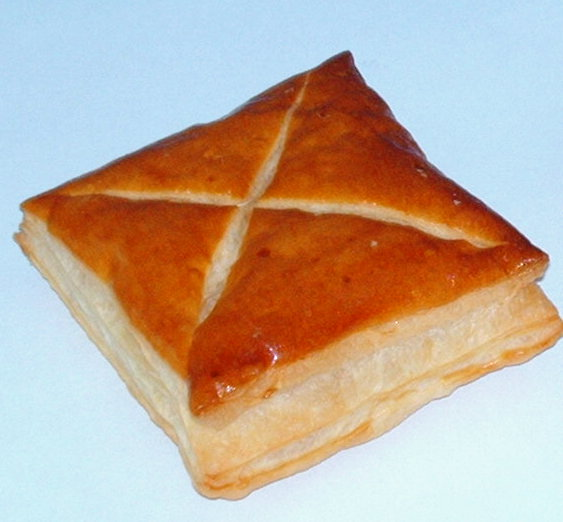
Spanisch-Brötli;il dolce da cui derivò il soprannome dell'antica tratta ferroviaria Zurigo-Baden

La tratta Zurigo-Killwangen-Spreitenbach, lunga 16,11 km, ha una pendenza massima è del 4‰ ed è interamente a quattro binari.
In seguito al progetto della rete celere di Zurigo si decise di costruire una stazione sotterranea in corrispondenza alla stazione centrale zurighese all'altezza di Museumstrasse. Con il completamento della stazione della Museumstrasse (binari 21-24, poi 41-44), edificata tra il 1984 e il 1990 i treni che originariamente partivano ed arrivavano esclusivamente da Zürich HB partono e transitano anche dalla stazione sotterranea della Museumstrasse passando sotto la Limmat e continuano a circolare in direzione sud e est. Dopo la realizzazione della rete celere di Zurigo i treni diretti a Winterthur possono essere indifferentemente istradati attraverso il Weinbergtunnel o, come in precedenza via Wipkingen, mentre i treni diretti a Rapperswil, che fino al 1989, dopo aver attraversato la Limmat, transitavano per la stazione di Zurigo Letten e quindi imboccavano il Lettentunnel, in seguito al completamento della rete celere di Zurigo venne deciso di costruire una nuova linea più diretta verso la stazione di Stadelhofen con un nuovo tunnel (l'Hirschengrabentunnel), da cui si dirama una ulteriore linea per Winterthur via Stettbach, attraverso il Zürichbergtunnel, collegandosi alla linea per Winterthur nella stazione di Dietlikon, mentre la stazione e il tunnel del Letten vennero dismessi.
La linea da Zurigo, dopo la diramazione per Winterthur via Wipkingen e per Ziegelbrücke, raggiunge la stazione di Zurigo Hardbrücke, entrata in funzione nel 1982 e la stazione di Zurigo Altstetten da dove si dirama la linea per Zug (via Affoltern a.A.) e dove c'è un grande centro di distribuzione postale con collegamento ferroviario, il Cargo Zentrum Müllingen. Ad Altstetten, in occasione dell'entrata in vigore dell'orario estivo 1969 era stato inaugurato un raccordo con la stazione di Zurigo Oerlikon tramite il viadotto dell'Hardturm e la galleria del Käferberg; tale raccordo permetteva ai treni merci di evitare il transito da Wipkingen e dalla stazione centrale di Zurigo. Nel 1982 tale linea venne raddoppiata, raccordata alla stazione centrale di Zurigo ed adibita anche al traffico passeggeri, aprendo contestualmente la stazione di Zurigo Hardbrücke
A nord di Dietikon si trova lo scalo di smistamento Limmattal, il più grande scalo di smistamento della Svizzera.
in seguito alla costruzione dello scalo di smistamento Limmattal, della stazione merci di Zurigo Mülligen, della linea dell'Heiterberg e della S-Bahn di Zurigo, il traffico è aumentato costantemente rendendo inevitabile quadruplicare, e in qualche caso il sestuplicare, la linea; così oggi ci sono quattro binari disponibili tra Zurigo e Killwangen-Spreitenbach, e addirittura sei tra Zurigo Altstetten e la stazione centrale di Zurigo. Raddoppi e ampliamenti della linea sono entrati in funzione nelle seguenti date:
- 1 dicembre 1974: 3° + 4º binario Zurigo Altstetten-Schlieren
- 8 ottobre 1977: 3º binario Schlieren–Dietikon.
- 22 dicembre 1977: 4º binario Schlieren–Dietikon.
- 3 novembre 2000: 3° + 4º binario Dietikon–Killwangen-Spreitbach.
- 29 giugno 2004: ingresso sud Zurigo HB (5º binario Zurigo Altstetten–Zurigo HB)
- 26 ottobre 2015: messa in servizio del ponte Letzigraben (6º binario Zurigo Altstetten–Zurigo HB)

La linea raggiunge quindi la stazione di Killwangen-Spreitenbach, dove si dirama il nuovo tracciato dell'Heiterberg per Aarau e Olten, mentre il vecchio tracciato prosegue verso Baden.
La tratta Killwangen-Spreitenbach-Baden, lunga 6,42 km, ha una pendenza massima è del 7‰ ed è interamente a doppio binario.

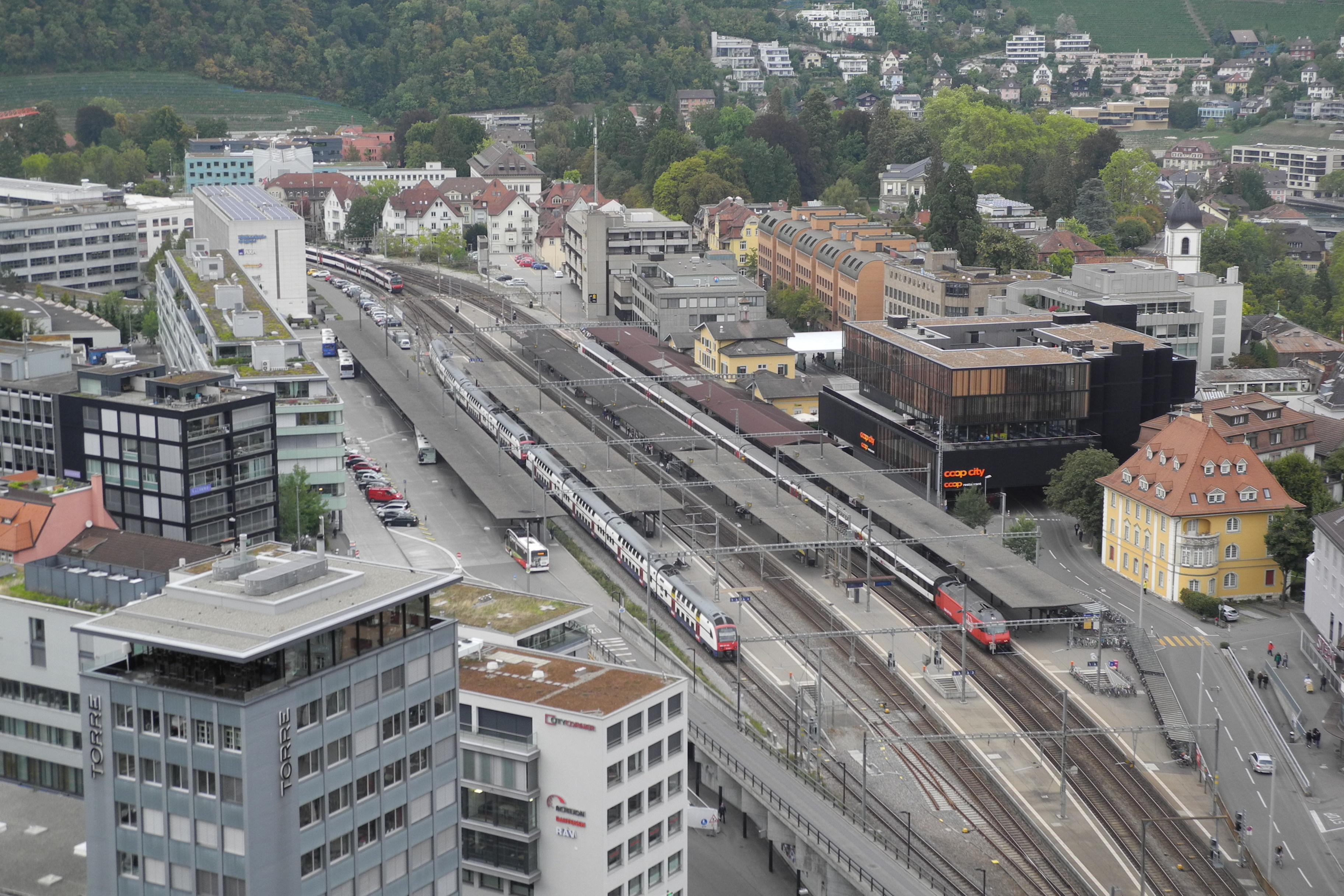
La stazione di Baden

Il percorso fino a Baden, realizzato in soli 16 mesi, avrebbe potuto essere completato molto prima se non fosse stato così difficile acquisire i terreni edificabili necessari. I residenti locali non erano entusiasti che la ferrovia attraversasse la loro terra e temevano che il fumo prodotto dalle locomotive a vapore avrebbe danneggiato la loro salute. Il percorso quasi pianeggiante non ha richiesto ponti o tunnel importanti, ad eccezione dello Schlossbergtunnel, lungo 80 metri, situato immediatamente a sud della stazione di Baden, struttura artificiale, realizzata dopo che il percorso originario a sud dello Schlossberg si è rivelato inadatto a causa di gravi frane. Lo Schlossbergtunnel è stato anche il primo tunnel ferroviario in Europa. Molti lavoratori hanno perso la vita durante la sua costruzione e ci sono stati anche numerosi feriti. Parti del tunnel sono più volte crollate. La Nordostbahn ha optato l'attraversamento della Limmat due volte a nord e a sud di Wettingen. Dal 1877 sono entrate in funzione la nuova linea e la stazione di Wettingen, unica stazione ad est della Limmat. Il tunnel dello Schlossberg è stato sostituito dal tunnel Kreuzliberg, lungo 988 metri, inaugurato il 1º ottobre 1961 con l'apertura al traffico della variante Wettingen-Baden, perché l'attraversamento della Schulhausplatz a Baden portava a inaccettabili ingorghi dovuti all'aumento del traffico privato. L'apertura del tunnel Kreuzliberg ha permesso l'eliminazione del passaggio a livello e del transito sulla Schulhausplatz. Il vecchio tunnel ora funge da garage in galleria a Baden.
Il tratto tra Zurigo e Baden è percorso dalle seguenti linee della S-Bahn di Zurigo:
- S2 Zugo – Affoltern a. A. - Zurigo HB - Uster - Pfäffikon SZ
- S6 Baden - Regensdorf-Watt - Zurigo HB - Uetikon (sulla tratta Baden - Wettingen)
- S11 Aarau - Lenzburg - Dietikon - Zurigo HB - Stettbach - Winterthur - Seuzach/Sennhof-Kyburg (- Wila) (Sul tratto tra Killwangen e Zurigo)
- S12 Brugg - Altstetten - Zurigo HB - Stadelhofen - Winterthur - Sciaffusa/Wil
- S14 Affoltern am Albis - Zurigo HB - Oerlikon - Uster - Wetzikon - Hinwil (Sul tratto tra Altstetten e Zurigo)
- S19 (Koblenz – Baden) – Dietikon – Zurigo HB– Wallisellen – Effretikon – (Pfäffikon ZH)
- S42 (Zurigo HB - Dietikon - Wohlen - Muri) (Sul tratto tra Killwangen e Zurigo)

Anche le seguenti linee a lunga percorrenza percorrono almeno una parte di questo tratto, con solo poche fermate:
- IC 1 Genève-Aéroport – Berna – Zürich HB – St. Gallen

- IC 3 Basel SBB – Zürich HB – Chur

- IC 5 Genève-Aéroport/Lausanne – Biel/Bienne – Zürich HB (– St. Gallen – Rorschach)

- IC 8 Brig – Berna – Zürich HB – Romanshorn

- IRE 16 Berna – Olten – Brugg AG – Zürich HB

- IRE 35 Berna – Burgdorf – Olten – Zürich HB – Ziegelbrücke – Chur

- IRE 36 Basel SBB – Brugg AG – Zürich HB (– Zürich Flughafen)

- IRE 37 Basel SBB – Aarau – Zürich HB

- RE Aarau – Zürich HB

### Baden-Aarau
La tratta Baden-Brugg-Rupperswil-Aarau, lunga 26,82 km, ha una pendenza massima è del 10‰ ed è interamente a doppio binario.

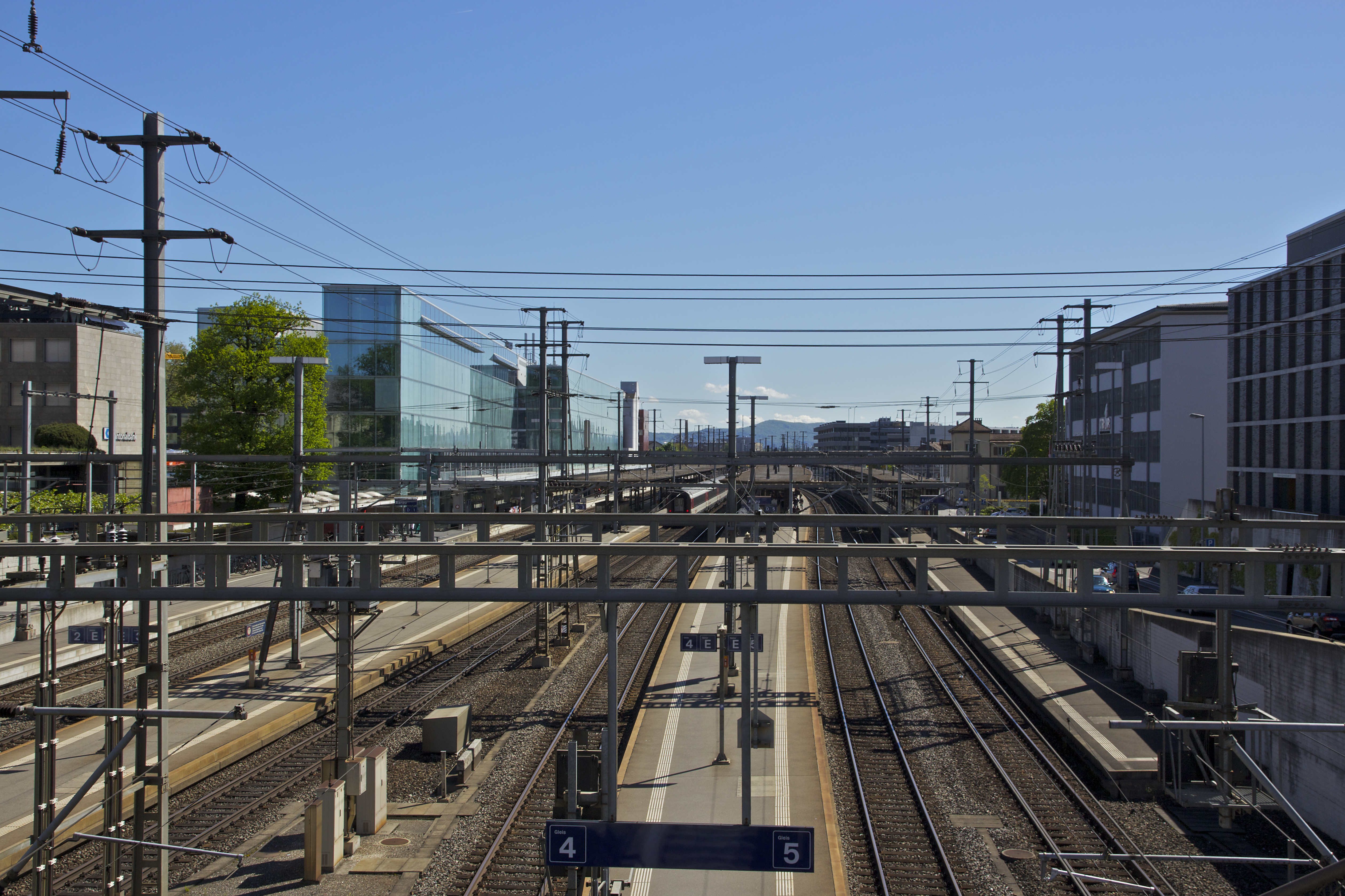
La stazione di Aarau

Dalla stazione di Baden la linea prosegue in direzione ovest lungo la Limmat fino a Turgi, dove si dirama la linea per Coblenza in direzione nord attraverso la bassa valle dell'Aar.
La linea, dopo avere attraversato la Reuss su un ponte di pietra, l'SBB Reussbrücke Turgi, il secondo ponte ferroviario più antico ancora in funzione in Svizzera, corre per circa 2 km in direzione ovest lungo l'Aar, raggiungendo la stazione di Brugg, dove si dirama la linea del Bözberg verso Basilea in direzione nord-ovest e verso sud la Aargauische Südbahn in direzione Arth-Goldau-San Gottardo.
Subito dopo la stazione di Brugg la linea viene scavalcata dalla Verbindungslinie Brugg (linea di collegamento di Brugg), aperta nel 1969, un viadotto lungo circa 500 metri e alto 10,6 che supera i binari della Zurigo-Olten a sud-ovest della stazione di Brugg che permette ai treni merci da o per la linea del Bözberg e da o per l'Italia attraverso la Aargauische Südbahn e il Gottardo di evitare le operazioni di regresso da Brugg.
Il percorso segue quindi in gran parte il corso dell'Aar fino alla stazione di Aarau. A parte il citato ponte della Reuss, e il viadotto di Brugg, nella tratta tra Baden e Aarau non vi sono altre strutture ingegneristiche di rilievo.
A Wildegg era presente una diramazione della Seetalbahn in direzione sud verso Lenzburg, ma il traffico su questa linea è stato interrotto nel 1984.
Nella stazione di Rupperswil la linea si riunisce con la linea dell'Heitersberg.
Dopo avere superato con un viadotto la Suhre, poco prima di Aarau confluiva la linea da Suhr chiusa alla fine del 2004.

### Aarau-Olten
La tratta Aarau-Olten, lunga 13,40 km, ha una pendenza massima è del 10‰ ed è interamente a doppio binario.
La linea dalla stazione di Aarau passa sotto una parte della città di Aarau attraverso il tunnel cittadino di Aarau e successivamente corre principalmente verso sud-ovest lungo l'Aar, per poi deviare da Dulliken descrivendo un ampio arco a nord-ovest verso Olten da dove prosegue per Berna, Lucerna e Losanna. Immediatamente prima della stazione di Olten è presente un raccordo, realizzato nel 1926, che permette ai convogli delle relazioni Zurigo-Basilea di immettersi direttamente sulla linea dell'Hauenstein evitando lo svolgimento delle operazioni di regresso nella stazione di Olten.

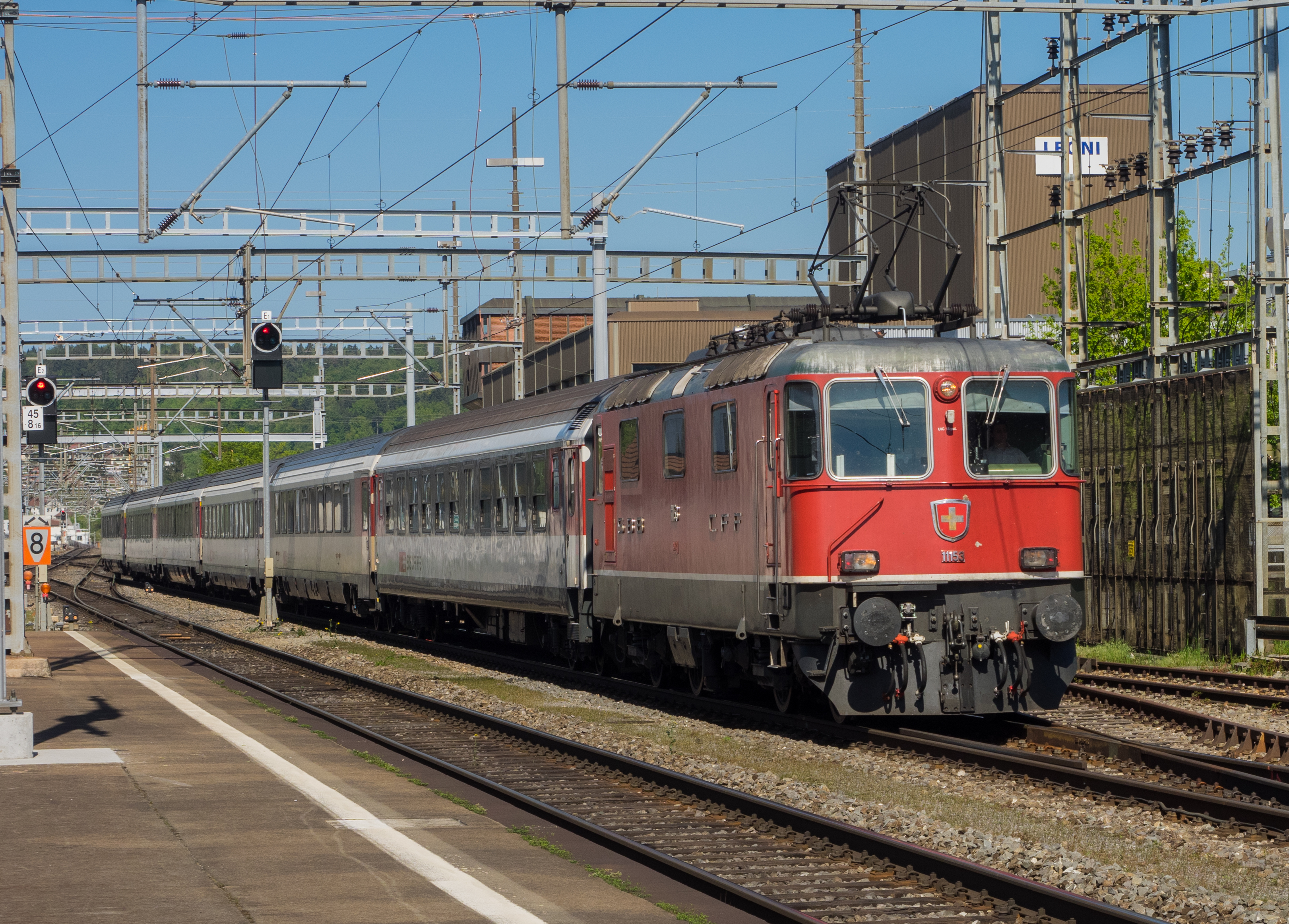
Locomotiva FFS Re 420 11153 in transito alla stazione di Däniken
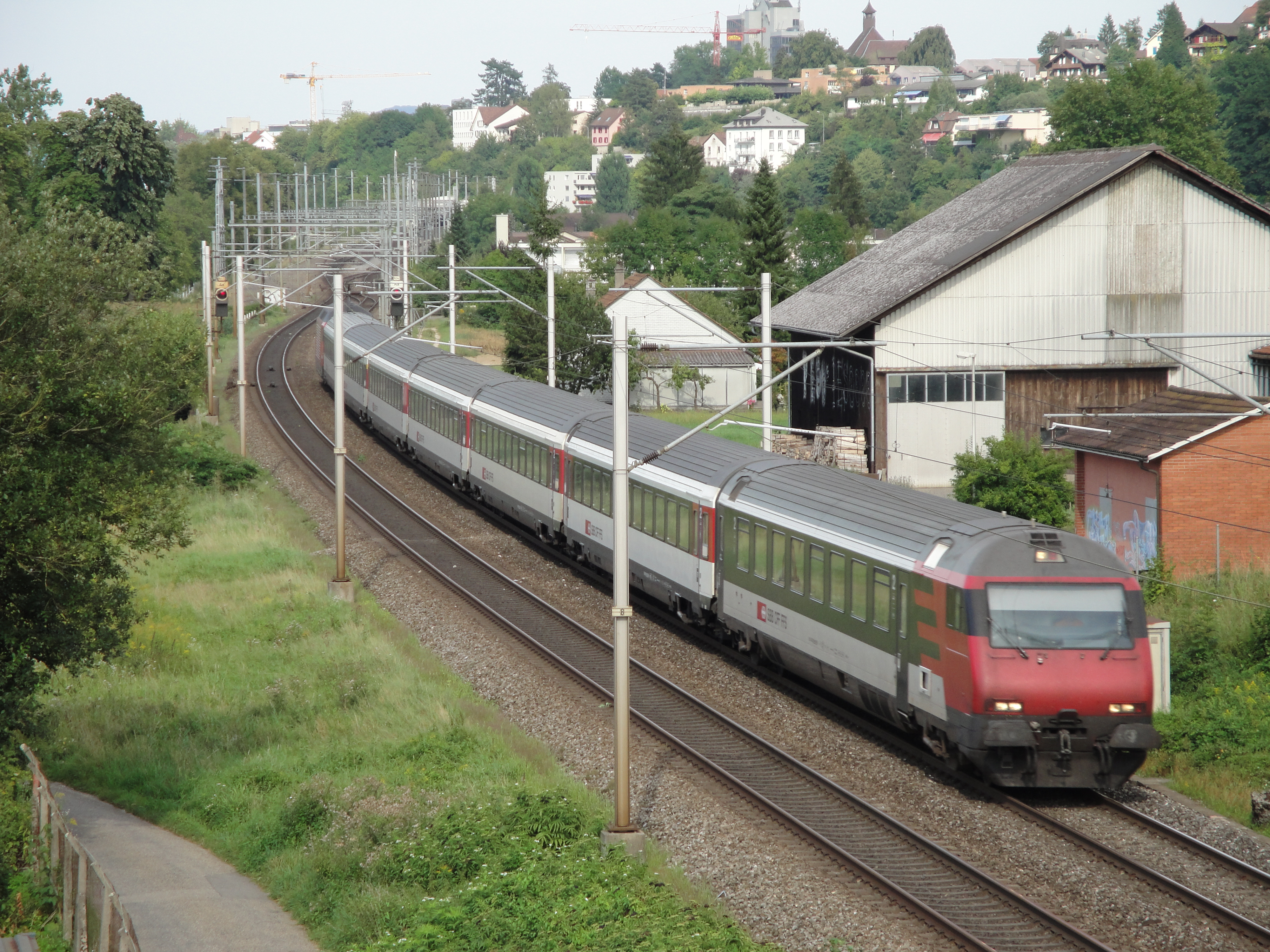
Interregio Zürich–Bern in transito tra Aarau e Olten

## La linea dell'Heitersberg
La linea dell'Heitersberg, tra le stazioni di Killwangen-Spreitbach e Aarau è il collegamento principale est-ovest tra Zurigo e Berna, riducendo anche il percorso e i tempi di percorrenza tra Zurigo e Basilea rispetto al percorso via Baden e Brugg. La struttura principale del percorso Heitersberg è il tunnel ferroviario di Heitersberg lungo 4.929 metri, il cui portale est è vicino a Killwangen e il cui portale ovest è vicino a Mellingen.
La linea ultimata il 22 maggio 1975 e inaugurata il 27 maggio 1975 è stata aperta al traffico il 1 giugno 1975. In seguito all'apertura del collegamento più breve Killwangen-Spreitenbach - Rupperswil attraverso il tunnel dell'Heitersberg il tratto tra Mellingen e il bivio Gexi (nei pressi di Hendschiken) e il tratto tra questo e Rupperswil è stato incorporato nella linea principale Zurigo-Olten
La tratta Killwangen-Spreitenbach-Rupperswil, lunga 19,45 km, ha una pendenza massima è del 10‰ ed è interamente a doppio binario.
La linea dell'Heitersberg si dirama dalla linea principale Zurigo–Baden–Aarau–Olten dopo Killwangen e attraversa un tunnel lungo quasi cinque chilometri collegandosi a Mellingen con la linea da Wettingen e a Othmarsingen con la linea Aargauische Südbahn da Brugg. Nella stazione di Othmarsingen le diramazioni in direzione Hendschiken e Lenzburg. A ovest di Lenzburg una nuova linea va a Rupperswil e poi si trasforma in un tratto a quattro binari fino ad Aarau.
Grazie al nuovo percorso diretto, la velocità attraverso il tunnel è stata aumentata a 140 km/h e il tempo di percorrenza tra Zurigo e Berna è stato ridotto di 20 minuti .
Dal 1975 al 2014 nel tunnel dell'Heitersberg è stato testato un binario senza ballast.

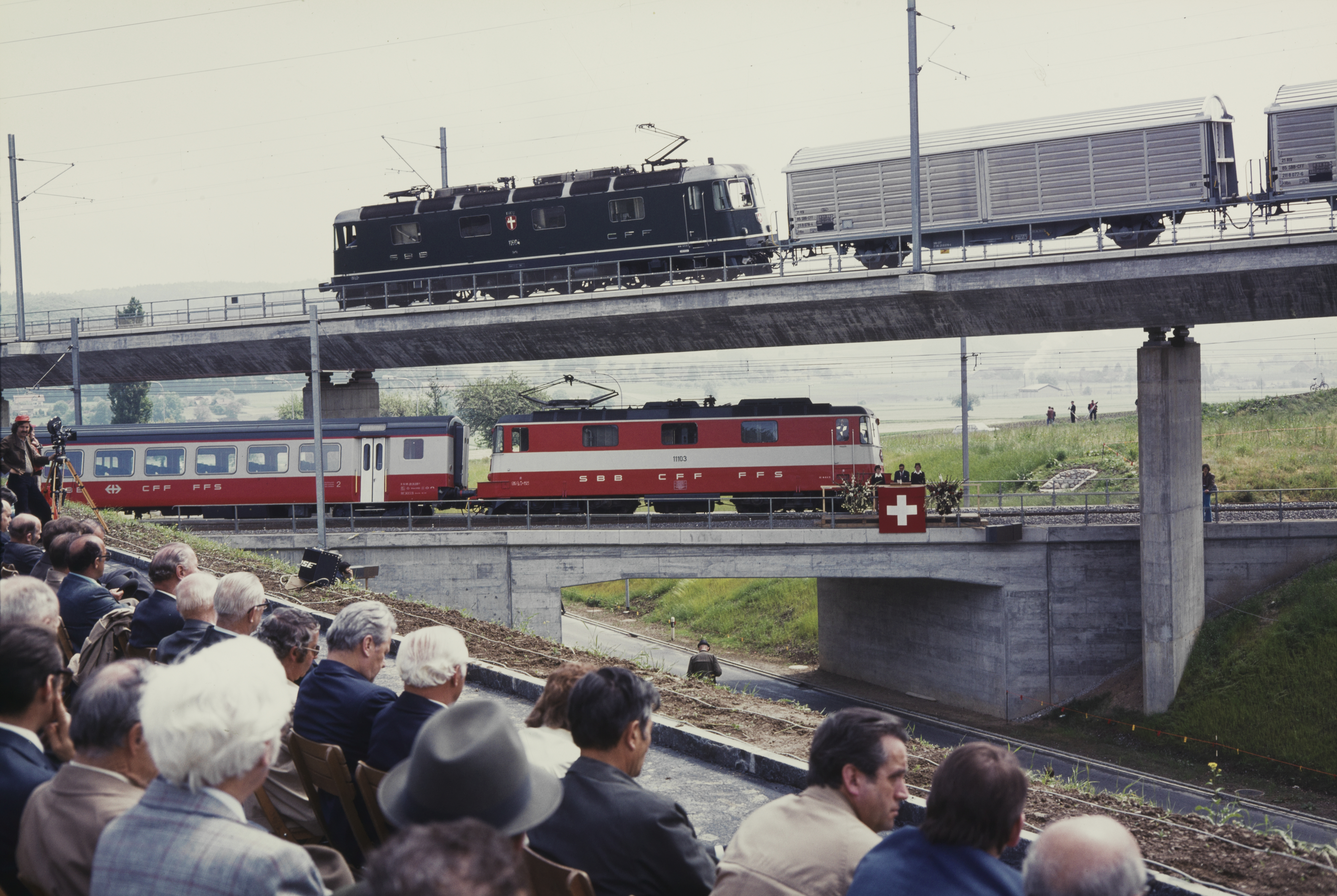
L'inaugurazione della linea dell'Heitersberg il 27 maggio 1975
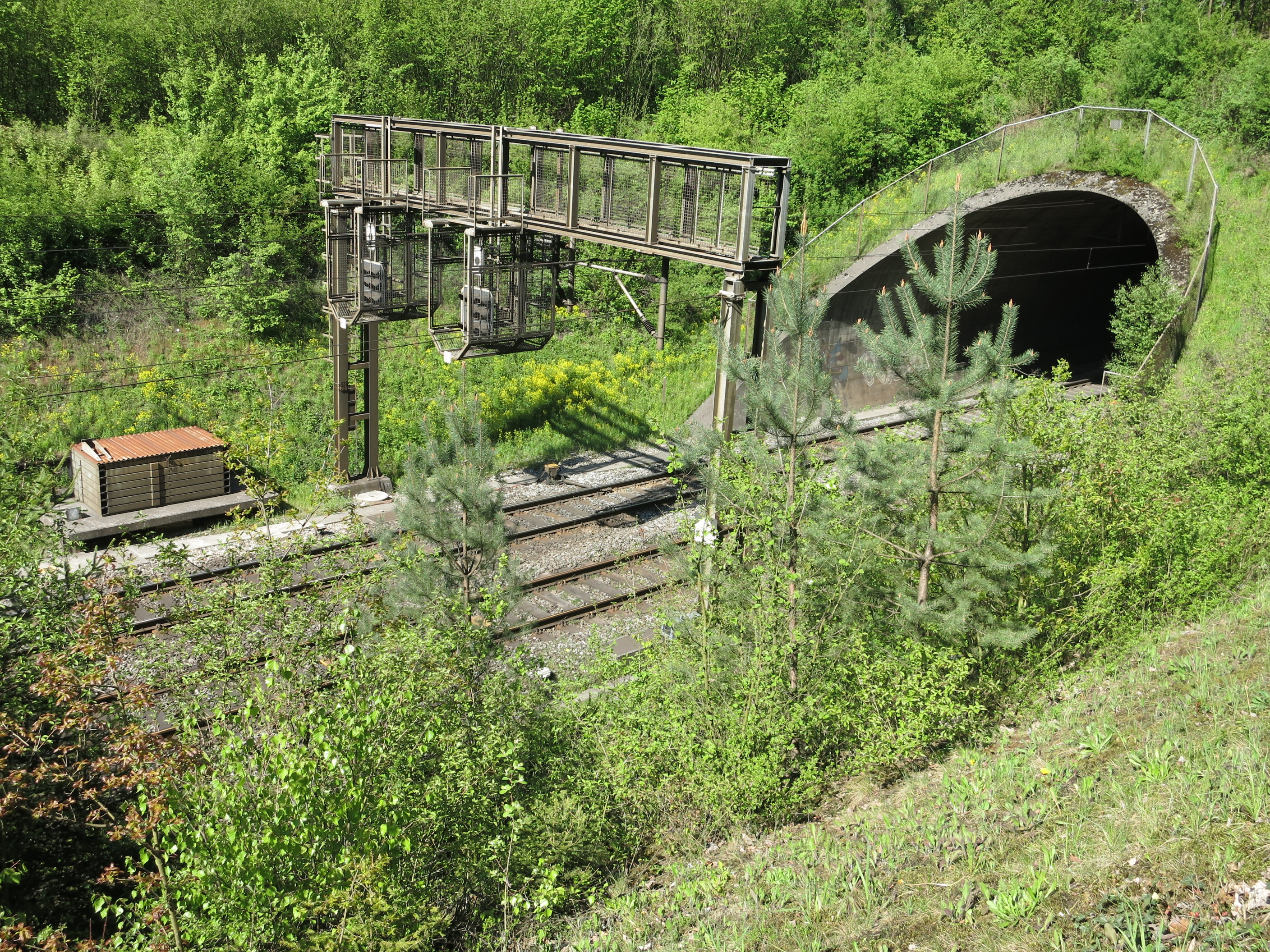
Il portale ovest del tunnel dell'Heitersberg presso Mellingen